# Моріцсала
Мо́ріцсала (латис. Moricsalas dabas rezervāts) — природний заповідник, розташований у Вентспілському краї на північному заході Латвії. Належить до європейської природоохоронної мережі Natura 2000. Заснований 9 червня 1912 року — це друга за віком природоохоронна територія країн Балтії після естонського заповідника, створеного на островах Вайка. Свою назву отримав від острова Моріца (латис. Moricsala), який становить ядро заповідної зони. Окрім острова Моріцсала до складу заповідника входять острів Лієла-Алксніте і затока Лузікерте — усі вони розташовані в акваторії озера Усмас. Площа заповідника складає 818 га, з яких 702 га є водами озера.
Головним об'єктом охорони у природному заповіднику Моріцсала є широколистяні та хвойно-широколистяні ліси, що вирізняються значним флористичним різноманіттям, загалом не притаманним теренам Латвії. Цінність лісів полягає в тому, що вони протягом останніх століть майже не використовувались людьми, тому зберегли свій первісний стан. Тут знайдено 338 видів грибів, 82 види лишайників, 157 видів мохів, 409 видів вищих судинних рослин, приналежних до 220 родів 73 ботанічних родин.
Фауна охоронюваної території досліджена значно менше, порівняно з його флорою. Великі тварини на острові не мешкають через його незначну площу, найбільш помітні на Моріцсалі лісові птахи (40 видів) та комахи, зокрема тут описано 320 видів лускокрилих. Загалом близько 100 видів живих організмів, знайдених у заповіднику є рідкісними для Латвії та Європи.
Від часу заснування природного заповідника острів Моріцсала був об'єктом постійних наукових досліджень. На його території діє суворий заповідний режим, відвідини острова сторонніми особами, в тому числі й організованими екскурсійними групами, заборонені. Адміністративне керівництво заповідником здійснює Рада з охорони природи регіонального управління Курляндії.

## Історія
Ядром майбутнього заповідника природним чином був острів Моріцсала. З його давньої історії відомо лише те, що в 1727 році тут переховувався від російських військ курляндський курфюрст Моріц. Саме на його честь острів і отримав свою назву. Відокремлена від навколишніх земель водами озера Усмас, ця ділянка суходолу рідко відвідувалась людьми, тому, коли в 1893 році на острів прибув студент-біолог К. Купфер, він був вражений знайденим тут біологічним різноманіттям і багато років пам'ятав про цю поїздку.
У 1905 році на острові заснували хутір Калвіні, власником якого був лісник. Мешканці хутора обробляли невеличкі клаптики ріллі навколо будівель, використовували луки як сіножаті й пасовища, їм також дозволялось вирубувати дерева для своїх потреб. Втім, господарська діяльність була обмеженою і не завдавала шкоди довкіллю. Через це К. Купфер не полишав думки про заповідання цієї території. 11 січня 1910 року за підтримки Ризького товариства природознавців він надіслав лист-пропозицію до органів латвійської влади. Вже у 1911 році на його прохання на острові був ведений частковий заповідний режим, який охоплював також і стометрову смугу води навколо берега. Зокрема, на Моріцсала було заборонено випасання дрібної худоби, вирубування дерев і косіння трави. Втім, офіційною датою заснування природного заповідника Моріцсала вважають 9 червня 1912 року — день, коли лісник остаточно передав свої повноваження над островом Ризькому товариству природознавців. Ця подія відразу наклала повну заборону на вільне відвідання острова сторонніми, а зацікавлені особи могли це зробити лише за особливим дозволом товариства і за умови сплати 50 копійок з одного відвідувача.
Під час Першої світової війни заповідні ліси острова планували вирубати, але наглядачу пощастило залучити на свій бік впливових осіб і вже в 1924 році Моріцсала знов був оголошений пам'яткою природи і підпорядкований Міністерству освіти Латвії. Наприкінці 1930-х років для працівників заповідника і сторонніх науковців мали побудувати дослідний центр, але його зведенню перешкодила нова війна. У часи окупації Латвії радянськими військами Моріцсала залишався фактично без нагляду, цьому не могло перешкодити навіть присвоєння у 1946 році його лісам першої категорії, що передбачало повну заборону на будь-яку експлуатацію.
Лише 24 квітня 1957 року острову було надано статус державного заповідника, а його розміри була збільшено: тепер до складу заповідника входив не лише острів Моріцсала площею 83 га, а й затока Лузікерте. Таким чином, загальна площа заповідника склала вже 835 га. В 1977 році до заповідних земель приєднали острів Лієла-Алксніте. До кінця 1970-х років Моріцсала охороняв лише лісовий технік, а відвідували його вільно усі охочі, через що місцевим біоценозам було завдано значної шкоди. 1979 року природний заповідник Моріцсала був підпорядкований адміністрації заповідника (нині національного парку) Слітере. Після цього він був узятий під сувору охорону, а відвідини дозволили лише з науковою метою. З 1 лютого 2011 року адміністративний нагляд здійснює Рада з охорони природи регіонального управління Курляндії.

## Клімат
Природний заповідник Моріцсала розташований в Атлантико-Континентальній кліматичній області і входить до підзони мішаних лісів помірного поясу. Загалом клімат цього регіону має приморський характер. Середньорічна температура січня складає -3,5 °C, липня — 16,5 °C. Кількість опадів на рік в середньому становить 600 мм. Разом з тим, мікроклімат Моріцсала дещо відрізняється від показників навколишніх територій, оскільки його пом'якшує вплив великої водної маси озера Усмас.

## Географія та ландшафти

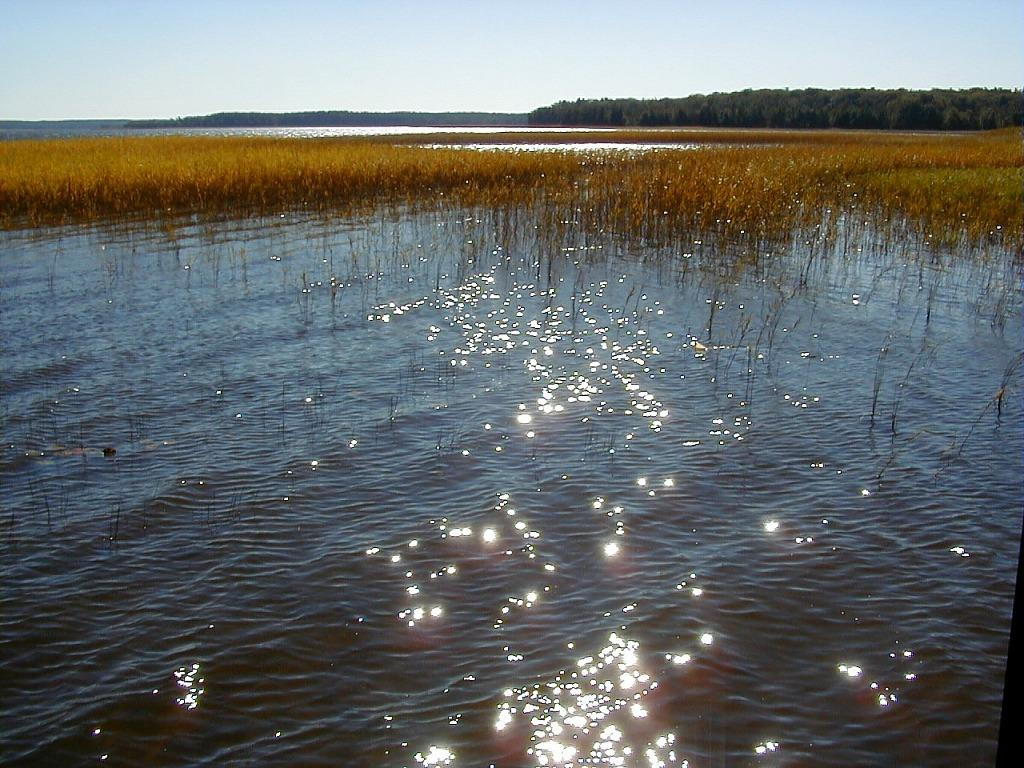
Краєвид озера Усмас.

Природний заповідник Моріцсала розташований в курляндскій частині Латвії, що на північному заході країни. Його терени віддалені від узбережжя Балтійського моря на 40 км і лежать на Приморській низовині. Адміністративні кордони заповідника знаходяться цілком у межах акваторії прісного озера Усмас, що являє собою реліктові залишки Балтійського льодовикового озера.
Усього на озері Усмас налічують п'ять островів, причому Моріцсала серед них є найбільшим, а загалом за розмірами він займає друге місце серед усіх озерних островів Латвії. Його перевершує лише острів Віскужсала, втім, останній є частиною материкового берега, що в минулому відділилася від узбережжя, а Моріцсала із навколишнім суходолом не був пов'язаний ніколи, попри те, що від берега озера його відділяють лише 500 м водного простору.
Обриси Моріцсала нагадують пісковий годинник, довжина якого складає 1,9 км, найбільша ширина 0,8 км, а найменша ширина в області «перешийка» — 0,2 км. Берегова лінія острова складається із невеличких заток і витягнутих мисів, кожен з яких має місцеву назву. Поверхня острова також має яскраво виражений мікрорельєф. В перерізі рельєфу перш за все виділяють три тераси. Нижня тераса розташована трохи вище сучасного рівня води в озері (21 м над рівнем моря) і навесні заливається водою; її вкривають ліси з чорної вільхи та осокові луки. Середня тераса (22,5-23 м над рівнем моря) є на острові Моріцсала та Лієла-Алксніте; вона поросла дібровами. Верхня тераса (26 м над рівнем моря) помітна лише на острові Моріцсала та й то лише у двох місцях; вона вкрита широколистяними лісами. Окрім терас на цьому острові можна побачити прибережні вали та видовжені мікронизини, утворені нерівномірними відкладеннями озерних пісків та сухого очерету. В глибині острова трапляються ями завглибшки 1-2 м, що утворилися внаслідок повалення могутніх дерев вітром.
Слід зазначити, що на берегову смугу островів заповідника впливають коливання рівня води в озері. В роки його тривалого і значного підняття спостерігали загибель прибережних дерев, що утворило навколо островів пояс мілководь.

## Флора
Першу інвентаризацію флори Моріцсала здійснив К. Купфер у 1931 році, вже тоді в своїй роботі він описав 392 види квіткових рослин і папоротей. Наступні дослідження розширили цей список. Наразі в природному заповіднику Моріцсала налічують 338 видів грибів, 82 видів лишайників, 157 видів мохів та 409 видів вищих рослин. Судинні рослини належать до 220 родів 73 ботанічних родин, з них найчисельнішими є Тонконогові, Айстрові, Осокові, Розові, Жовтецеві, Ранникові. Близько 40 % видів належать до плюризональної групи, тобто їхні ареали охоплюють кілька широтних зон; 30 % належать до бореотемператної групи — їхні ареали охоплюють бореальну та помірну зони; ще 25 % складають види, чиї ареали не виходять за межі Європи. Характерно, що близько 15 % видів рослин пов'язані з агроценозами, серед таких виділяють сегетальну флору (бур'яни культурних посівів) та рудеральну (рослини засмічених місць). В природних біотопах знайдено близько 340 видів рослин, з яких 174 види зростають у лісах, що займають більшу частину острова, і приблизно стільки ж поширені на луках, які займають лише 10 % площі заповідного суходолу.

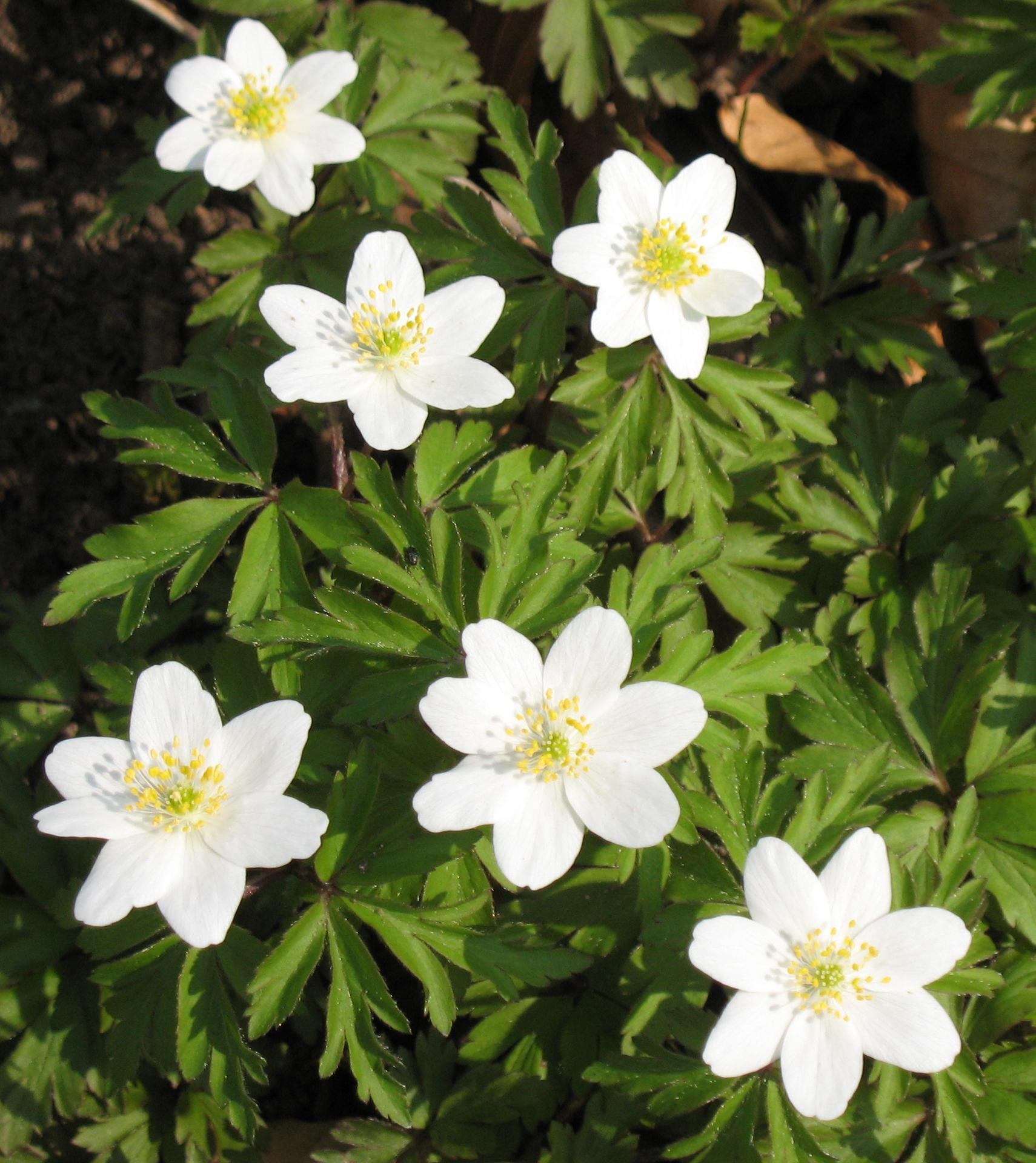
Анемона гайова.

Ліси заповідника не утворюють однорідних масивів, а являють собою розмаїту мозаїку з різних типів рослинних угруповань. Найбільшу площу (30 %) займають дубово-липові ліси, яким притаманний різноманітний та різновіковий деревостан, розвинутий чагарниковий підлісок, багатий трав'яний покрив з яскравою зміною весняних та літніх аспектів. Вони поширені здебільшого в західній частині острова Моріцсала, де вкривають верхню терасу та її схили. Висота дерев найвищого ярусу в цих насадженнях сягає 26-28 м, але такі велетні не домінують, оскільки домішки нижчих дерев досить значні. Окрім дуба та липи в лісах цього типу зростають клен, осика, береза, ялина, берест, рідше — яблуня лісова, глід, в'яз гладкий. Панівними чагарниками в їхньому підліску є ліщина, горобина та черемха, рідше трапляються бруслина та жимолость. Трав'яний покрив, хоч і негустий, але мозаїчний, оскільки багато трав у ньому ростуть куртинами. Окрасою таких лісів є конвалія, зеленчук жовтий, яглиця звичайна, зірочники гайовий та лісовий, квасениця звичайна, маренка запашна, переліска багаторічна, анемони жовтецева та гайова. Менш привабливі, але досить поширені хвощі лучний та лісовий, чина весняна, купина багатоквіткова, папороті — безщитник жіночий та щитник остистий. На освітлених галявинах дубово-липових лісів розростаються хащі з малини звичайної, кропиви дводомної та орляка звичайного. В лісах цього типу немає мохів.

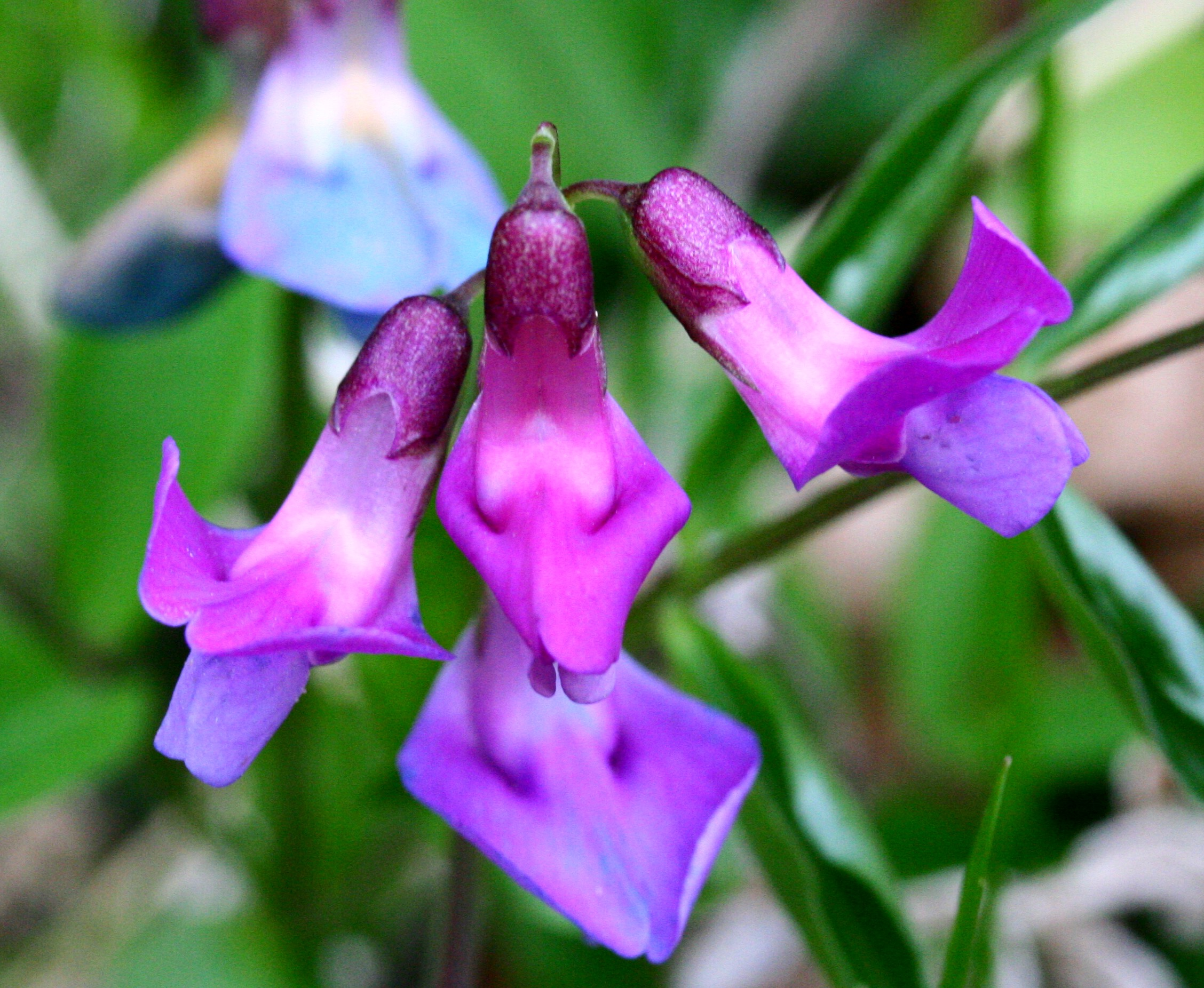
Чина весняна.

Узлісся дубово-липових лісів оперізують невеликі масиви мішаних лісів, що займають близько 18 % площі острова. Ці ліси складаються з насаджень двох типів — широколистяно-ялинових та дубово-соснових. В широколистяно-ялинових лісах домінує ялина, але домішки листяних порід значні і різноманітні (переважно дуб, липа, осика, береза). З чагарників тут поширені лише горобина і ліщина. В трав'яному покриві переважають типові супутники ялин: квасениця, чорниця, одинарник європейський, веснівка дволиста, осока пальчаста, зірочник лісовий. Між ними подекуди можна побачити окремі вкраплення зелених мохів, брусниці та плауна колючого. Дубово-соснові ліси займають середню терасу острова, вони сухі і світлі. Деревостан тут утворюють могутні сосни, а тонкі дуби разом з поодинокими ялинами, осиками, березами, липами, лісовими яблунями та кленами формують підлісок. З чагарників тут відмічені ліщина та недорозвинуті горобини. Трав'яний покрив густий і високий. У його верхньому ярусі заввишки 1-1,5 м повсюдно панує орляк звичайний, а під його вайями розвиваються одинарник європейський, веснівка дволиста, адокса мускусна. Поміж орляком окремими плямами видніються куртини злаків — авінелли звивистої і куничника наземного.
Третім за поширеністю типом лісів у природному заповіднику Моріцсала є діброви, що займають близько 16 % площі суходолу. Вони ростуть лише у східній, підвищеній частині острова (Дзільдангканс). Це найстаріші та найтемніші ліси, що нагадують первісні хащі. Деревостан таких насаджень складений винятково дубами, але неоднорідний за висотою та віком. Тут можна побачити і відносно молоді дерева зі стовбурами діаметром 16 см, і справжніх велетнів завширшки 80-134 см, вік яких оцінюють у 150—180 років. Окремі берези, клени, осики та сосни в дібровах зростають лишу у так званих вікнах — прогалинах, що утворилися на місці впалих старих дерев. У підліску переважає черемха, на освітлених ділянках багато ліщини, а горобина зростає лише пригніченими деревцями. Через низьку освітленність трав'яний покрив в дібровах розвинутий слабко, під заростями черемхи часто утворюються мертві плями голого ґрунту. Більш-менш помітні трав'янисті рослини, що квітнуть навесні до початку розпукування листя на деревах (ефемероїди). Це ряст порожнистий, анемони лісова та жовтецева, печіночниця, зірочки жовті. Наприкінці весни та влітку вони поступаються місцем зірочнику гайовому, конвалії, зеленчуку жовтому, яглиці звичайній, маренці запашній, кропиві дводомній, купині багатоквітковій, перелісці багаторічній, фіалці дивній, просянці розлогій, безщитнику жіночому, папороті чоловічій, чистецю лісовому.

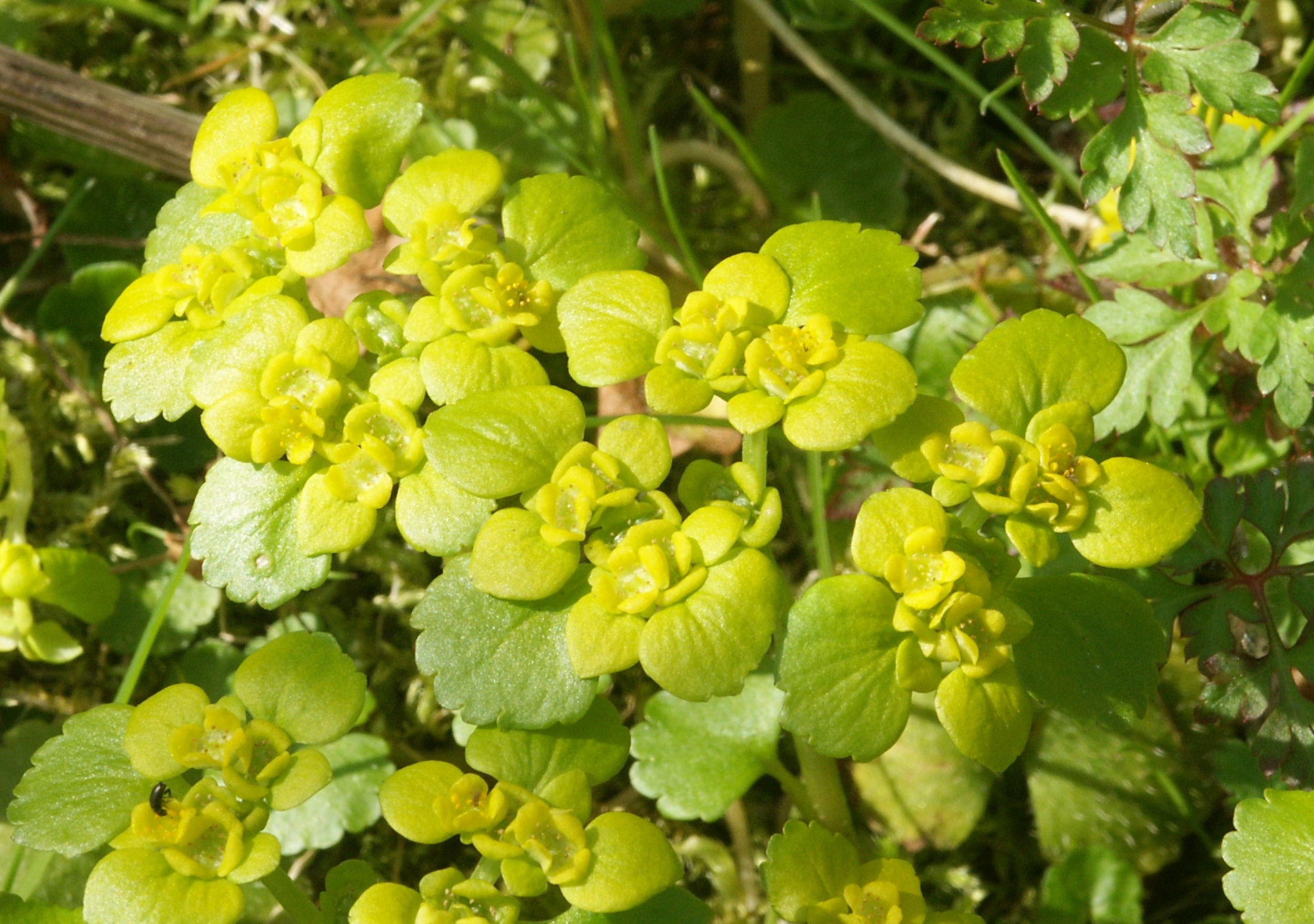
Жовтяниця черговолиста.

Останнім і найменш поширеним типом лісів у заповіднику Маріцсала є лісові угруповання за участю чорної вільхи. Чорновільхово-широколистяні ліси ростуть на глеюватих ґрунтах із потужним шаром перегною. Їхній полог зімкнутий і утворений, як правило, п'ятьма видами дерев — вільхою чорною, берестом, кленом, ясеном і липою. Як незначні домішки тут можна побачити поодинокі берези, дуби та ялини. Висота дерев у таких лісах сягає 13-17 м, а густий підлісок складають черемха, ліщина, горобина, верба та чорна смородина. На підвищених ділянках цих лісів у трав'яному покриві трапляються ті ж види, що й у широколистяних лісах (зеленчук жовтий, переліска багаторічна, яглиця звичайна, зірочник гайовий), натомість, у низинах можна знайти типово вологолюбні види, такі як: відьмине зілля звичайне і низьке, жовтець повзучий, підмаренник болотяний, жовтяниця черговолиста, розрив-трава звичайна. На ще більш зволожених місцях поширені навіть типово болотні рослини, зокрема, вех широколистий і плавушник болотяний. Як виняток, у чорновільхово-широколистяних лісах зрідка трапляються цибуля ведмежа та страусове перо звичайне.
Окремим підтипом чорновільшаників є чорновільхово-ялинові ліси, які займають найнижчі ділянки острова. Вони мають особливий, добре впізнаваний вигляд. Дерева чорної вільхи тут сягають висоти 26 м, вони стрункі і поновлюються кореневими паростками, внаслідок чого утворюються багатостовбурні куртини. При коренях таких куртин накопичується ґрунт і з часом мікрорельєф у такому лісі набуває вигляду купин. Ялини у цих лісах ніколи не сягають верхнього ярусу. Підлісок також бідний, за видовим складом не відрізняється від підліску чорновільхово-широколистяних лісів, а от трав'яний покрив своєрідний. Увагу привертає папороть щитник, яка зростає на поверхні прикореневих купин, в той час як западини між ними є пристановищем евтрофних гігрофітів (рослин, що полюбляють поживні, перезволожені ґрунти). До таких представників флори відносять півники болотні, підмаренник болотяний, вербозілля китицецвіте, паслін солодко-гіркий, образки болотні, осоку видовжену, шоломницю звичайну.
Луки заповідника Моріцсала утворилися на місці колишніх сіножатей і пасовищ. Із введенням заповідного режиму вони поступово заростають деревними породами. На берегах острова можна побачити різні стадії цього процесу: чагарникові луки, суцільні чагарникові зарості з верболозу та молоді ліси з чорної вільхи чи пухнастої берези. У цих вторинних лісах підлісок складає крушина ламка, а в трав'яному покриві панують гадючник в'язолистий разом із осокою чорною.
На острові Лієла-Алксніте ліси за віком значно молодші ніж на острові Морцісала, тому деревостани тут бідні. Так, в підвищеній, центральній частині Лієла-Алксніте можна побачити сухі соснові та сосново-ялинові ліси, в яких домішками можуть бути лише поодинокі берези, дуби й лісові яблуні. Втім, особливістю цих насаджень є те, що у розрідженому підліску тут трапляються старі розлогі горобини та густі деревця ялівцю. В трав'яному покриві панують чорниця, брусниця й авінелла звивиста. Ялівцеві дерева (часто привабливої пірамідальної форми) також зростають на суходільній луці у центрі острова, надаючи їй паркового вигляду. Половину площі острова займають вологі та заболочені луки, вкриті осокою і розташовані у низинах. Острів оперізує смуга чорновільхового лісу.

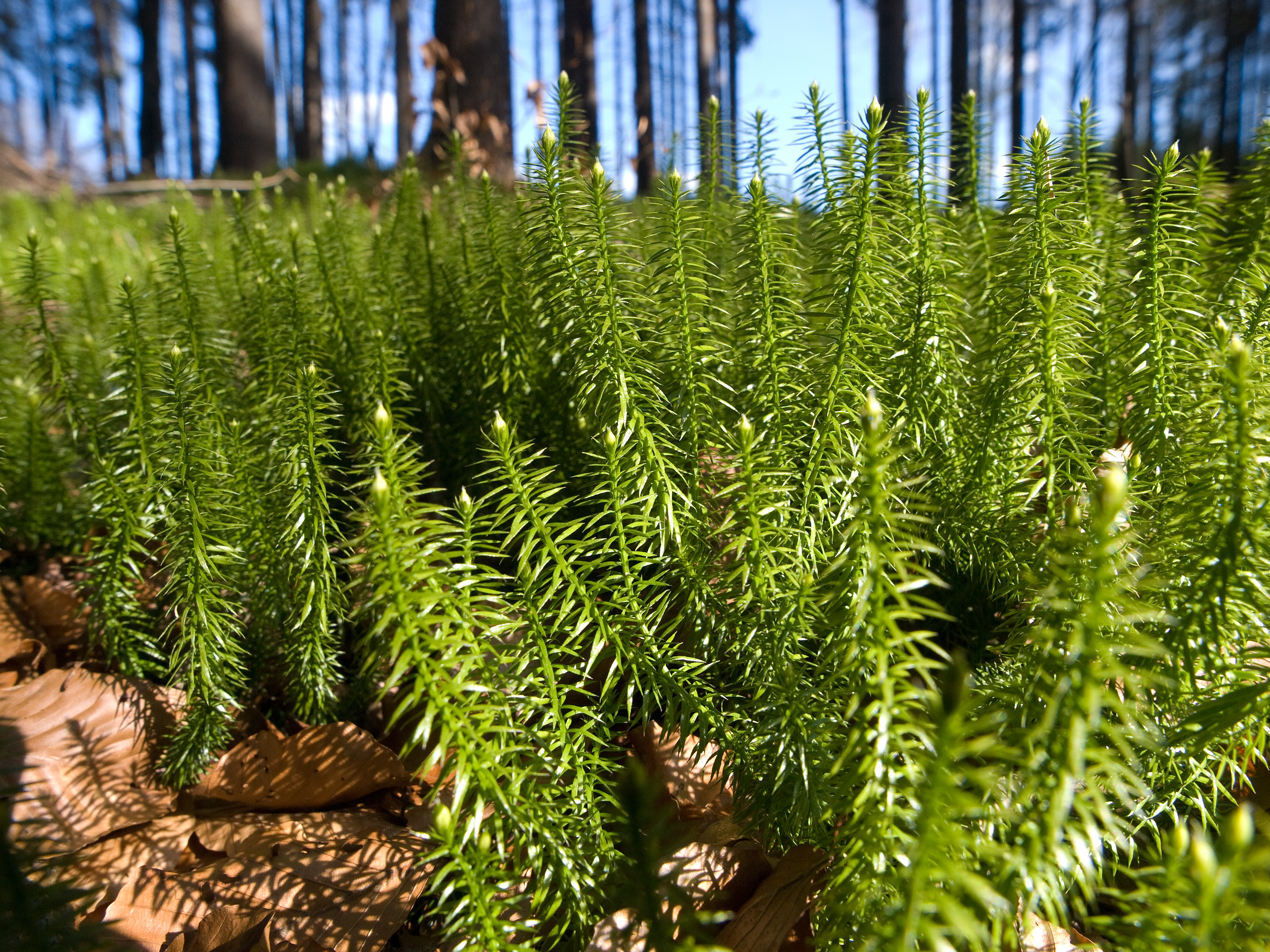
Плаун колючий.

Озерна рослинність в порівнянні з лісовою досліджена мало. Достеменно відомо, що в озері Усмас зростають такі рідкісні рослини як узбережниця одноквіткова, водопериця черговоквіткова та Najas flexilis, причому останній вид знайдений на теренах Латвії лише у заповіднику Моріцсала.
Характерною особливістю флори природного заповідника є те, що у ньому немає дуже рідкісних видів, що зростають в інших частинах країни. Тут також відсутні деякі рослини, типові для широколистяних лісів, наприклад, осока лісова, копитняк європейський. Проте в заповіднику Моріцсала встановлені місця зростання відносно рідкісних для Латвії видів. До таких належать яблуня лісова, відьмине зілля звичайне і низьке, ряст порожнистий, цибуля ведмежа, плаун колючий, баранець звичайний, любка дволиста.

## Фауна

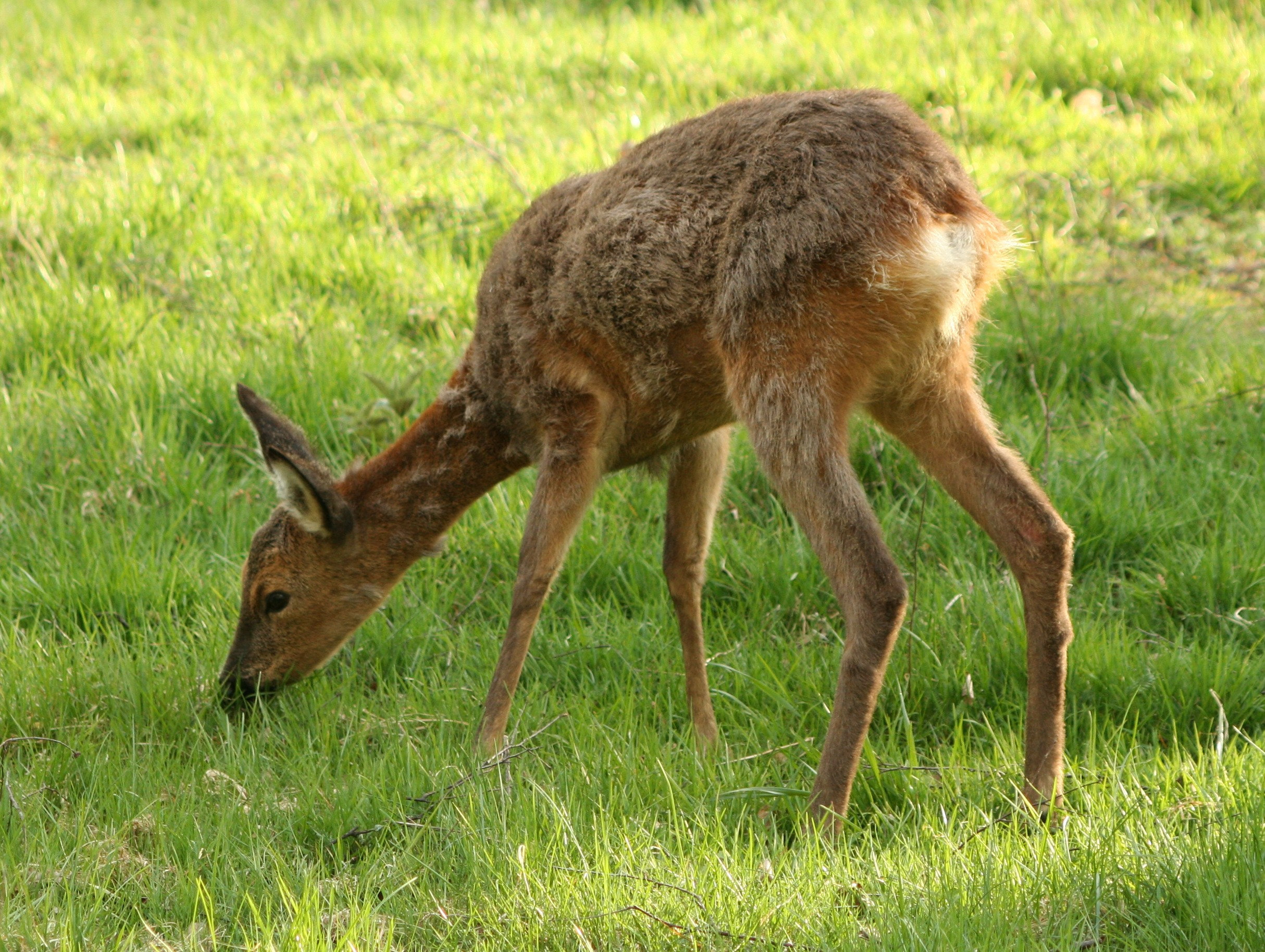
Самиця сарни під час весняного линяння.

У зв'язку із ботанічною спрямованістю природоохоронної діяльності заповідника Моріцсала дослідження фауни на острові проводилися рідко і невпорядковано. З великих ссавців на острові постійно мешкають лише сарни: тут вони і харчуються, і відпочивають у хащах. Час від часу на острів навідуються лосі. На деревах і кущах також часто бачили вивірок. Також на острові відмічали чужорідних для Латвії уссурійських єнотів.
У гущавині лісів знаходять прихисток численні дрібні птахи. В заповіднику гніздуються зяблик, дрізд чорний, кропив'янка чорноголова, вівчарик-ковалик та вівчарик жовтобровий, синиця велика, гаїчки, вільшанка. Завдяки добре збереженим первісним деревостанам у місцевих лісах можна побачити навіть таких великих хижих птахів як осоїд, канюк, яструб великий, шуліка чорний та підсоколик великий. Біля будівлі лісника мешкають синантропні ластівка сільська та плиска біла. На озері годуються та гніздуються великі пірникози і лиски. Загалом орнітофуна заповідника налічує 40 видів пернатих.
З числа безхребетних тварин на острові відзначено існування різноманітних колембол, павуків, лускокрилих (320 видів), водних та наземних м'якунів, галиць. Інші групи безхребетних поки що не досліджувались. Один з видів галиць (Dicerura dentata Spungis), знайдених на острові Моріцсала, був описаний для науки вперше.